# Afroślepiec wielkogłowy
Afroślepiec wielkogłowy, szczurokret wielkogłowy, ślepiec afrykański (Tachyoryctes macrocephalus) – gatunek ssaka z podrodziny bambusowców (Rhizomyinae) w rodzinie ślepcowatych (Spalacidae).

## Zasięg występowania
Afroślepiec wielkogłowy występuje endemicznie w Etiopii, zamieszkując w zależności od podgatunku:
- T. macrocephalus macrocephalus – północna Etiopia; brak zapisów od czasu oryginalnego opisu.
- T. macrocephalus hecki – południowa Etiopia, góry Balie powyżej 3000 m n.p.m. (region Oromia).

## Taksonomia
Gatunek po raz pierwszy zgodnie z zasadami nazewnictwa binominalnego opisał w 1842 roku niemiecki przyrodnik Eduard Rüppell, nadając mu nazwę Rhizomys macrocephalus. Holotyp pochodził z Shoa, w Etiopii. 
W analizie kladystycznej obejmującej taksony kopalne i żyjące współcześnie stwierdzono, że T. macrocephalus i T. splendens są taksonami siostrzanymi w stosunku do znanych gatunków kopalnych T. konjiti, T. pliocaenicus i T. makooka. Autorzy Illustrated Checklist of the Mammals of the World rozpoznają dwa podgatunki.

### Etymologia
- Tachyoryctes: gr. ταχυς takhus „szybko”; ορυκτης oruktēs „kopacz”, od ορυσσω orussō „kopać”[9].
- macrocephalus: gr. μακροκεφαλος makrokephalos „wielkogłowy”, od μακρος makros „długi”; -κεφαλος -kephalos „-głowy”, od κεφαλη kephalē „głowa”[10].
- hecki: prof. dr Ludwig Franz Friedrich Georg Heck (1860–1951), niemiecki zoolog[11].

## Morfologia
Długość ciała (bez ogona) 224–313 mm, długość ogona 40–65 mm; masa ciała 330–930 g. Szaro-beżowe, krótkie futro, bardzo masywna głowa, brak małżowin usznych, brak ogona. Siekacze dolne i górne znajdują się przed wargami, co uniemożliwia picie.

## Ekologia
Całą wilgoć zwierzę czerpie z bulw znajdowanych pod ziemią. Zamieszkuje podziemne nory i korytarze. 